# 國立臺灣大學管理學院
國立臺灣大學管理學院，簡稱臺大管理學院、臺大管院，是國立臺灣大學的一所學院，前身為1919年創立的臺灣總督府高等商業學校，位於臺大校總區西南角（靠近公館圓環之區域）。

## 歷史
- 1919年，臺灣總督府高等商業學校成立。[3]
- 1926年，改名為臺北高等商業學校。
- 1944年，改名為臺北經濟專門學校。
- 1945年，臺灣光復後改名臺灣省立臺北商業専科學校（省立臺北商專）。
- 1946年，改組為臺灣省立法商學院。
- 1947年，「省立法商學院」併入「臺大法學院」。
- 1948年，「商學系」正式成立，第一屆學生入學。
- 1957年， 開始分組，設立「會計銀行組」和「國際貿易組」。
- 1958年， 設立「商學組」。
- 1960年，「商學組」更名為「工商管理組」。
- 1963年，「會計銀行組」再細分為「會計組」和「銀行組」。
- 1972年，「商學研究所」成立。
- 1985年，「商學系」四組升格為四系：「工商管理學系」、「會計學系」、「財務金融學系」與「國際貿易學系」。
- 1987年，「管理學院」成立，成為臺大所設立的第7個學院，也是臺大在臺灣光復後首次新增的學院，許士軍教授由孫震校長敦聘為管理學院第一任院長。當時管理學院學生人數已經有2400多人，為了讓學生能有更佳的學習環境，校方即規劃管理學院的建造。
- 1991年， 「資訊管理學系」成立。
- 1997年，管理學院成立「管理學院碩士在職專班」(EMBA)，2010年與復旦大學管理學院合作成立「臺大-復旦EMBA境外專班」。[4]
- 2006年，成立全台灣首個全英語MBA碩士專班「管理學院企業管理碩士專班」(Global MBA)。
- 2016年，「創業創新管理碩士在職專班」(EiMBA)成立
- 2019年，根據Eduniversal（英语：Eduniversal）的評比，臺大管理學院獲得「五棕櫚葉」（5 PALMES OF EXCELLENCE）的等級，是臺灣唯一獲得此等第的商學院[5]。

## 院區與館舍

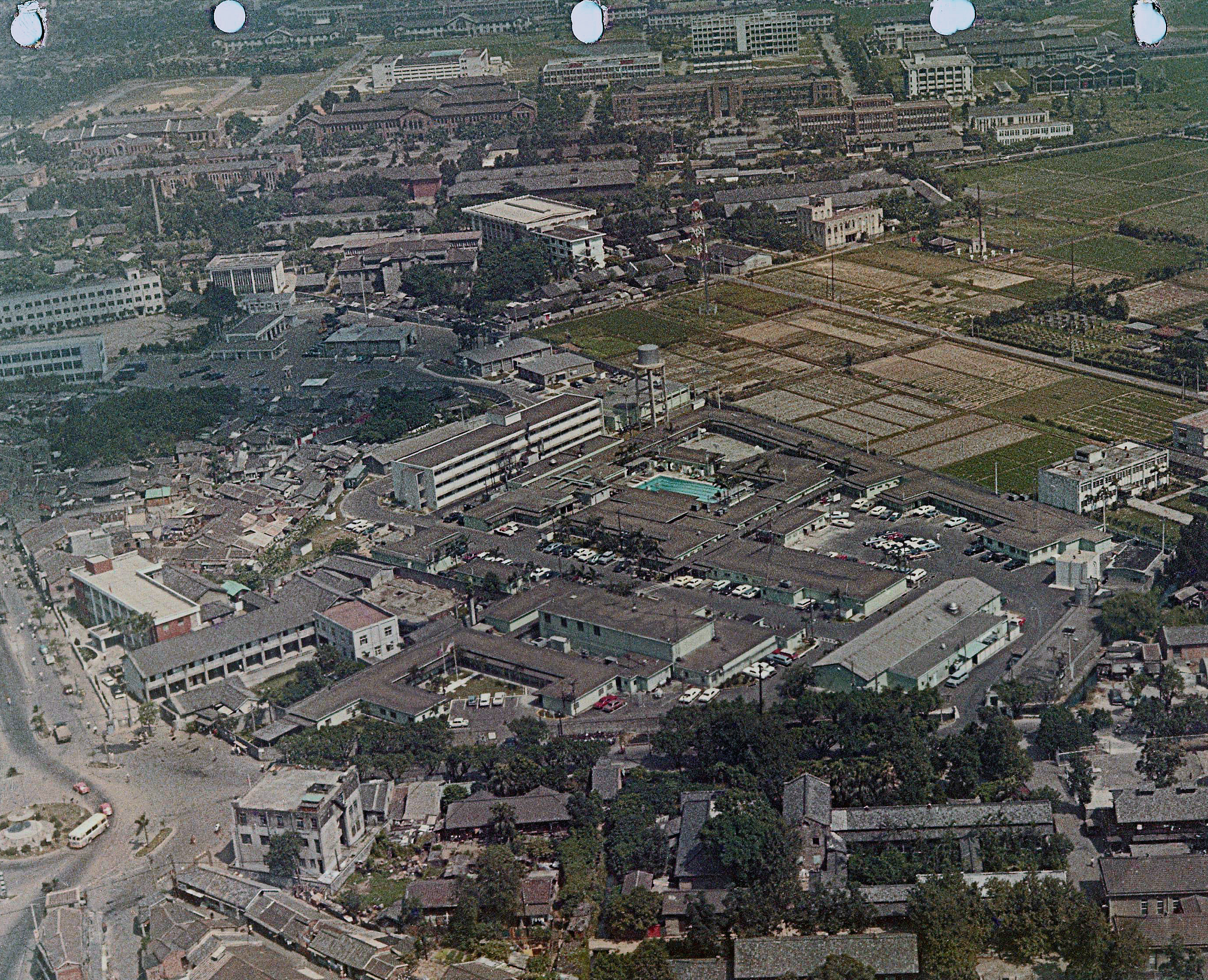
管理學院所在位置於1968年的鳥瞰圖，當時是美軍基地，圖片的最上方為台大校園及其內的椰林大道

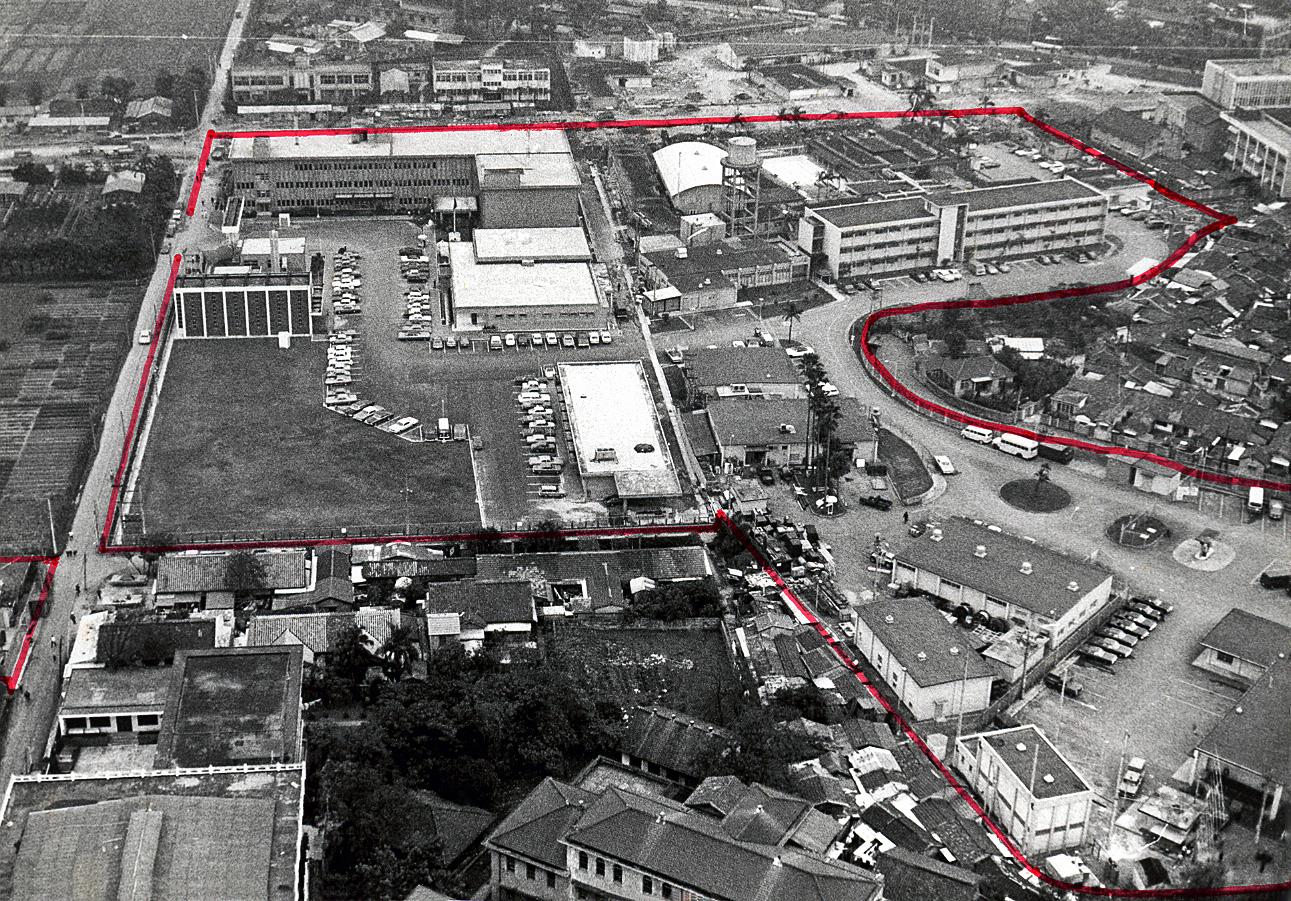
1975年，框起來的地方是當時美軍基地，今為管理學院和停車場

臺大管院創立之初，與臺大法學院（今拆分為法律學院、社會科學院）共享徐州路校區，1993年至1994年間遷至公館校總區。
日治時期，管理學院這塊地原本是臺北帝國大學的園藝場；1966年2月8日，被駐台美軍接收作為美國空軍台北通訊站（Taipei Air Station）及第327航空師（美國太平洋空軍在台所有部隊之管轄單位）師部營區，1970年代後，公館地區的美軍人員隨著中華民國與美國斷交而撤出，而該地改為國防部公館營區。
1980年代，臺大內部清查校產及校園勢力抬頭，然後把羅斯福路一側所有被「外借」的建築土地回收。當時公館林宅也位於管院校地，公館林宅約建造於清乾隆年間，建築的最大特色為內護室屋頂凸出於門廳之上，略如歇山式，這種作法多見於福建安溪、南安一帶。公館林宅的歷史比林安泰古厝歷史還悠久，但台大於1980末代卻將此建築拆除了，當時這座房舍有將近三百年的歷史，為北部地區年紀最老的古宅。

### 管理學院一號館

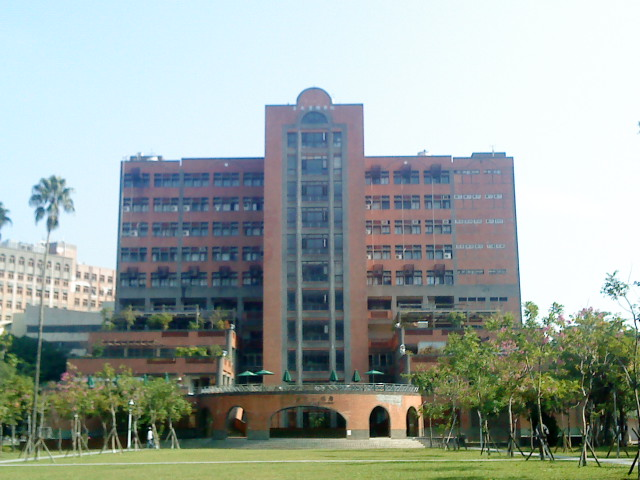
管理學院一號館

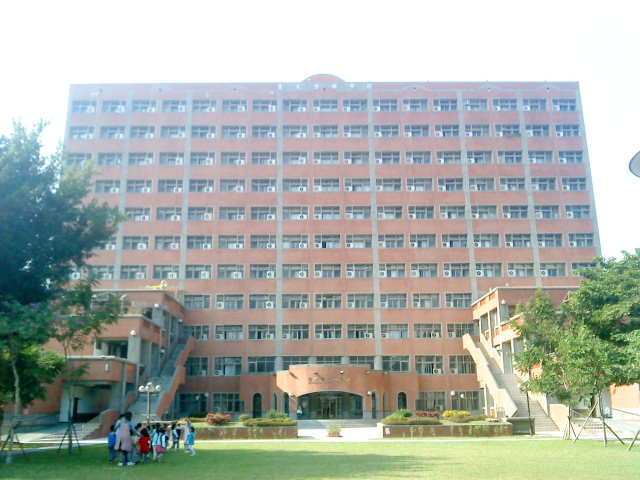
管理學院二號館

管理學院一號館院址訂於基隆路144巷。1990年7月開始動工，由許坤南建築師事務所設計，營造公司為豐益工程有限公司，1993年12月完工。
在設計上，管理學院為開放式合院，其中正面及背面都採用拱門設計、迴廊採十三溝面磚都是為了配合台大景觀。此外，在低樓層的部分採階梯式設計，上方的露臺可供師生作為休閒空間。除了上課用的教室外，也是管院各系的辦公室所在大樓。另外還有管院電腦中心，是學生讀書以及上電腦、統計課程的地方。

### 管理學院二號館
管理學院二號館從1999年4月動工，2001年9月完工，建築師為許坤南建築師事務所，營造公司為慶和營造有限公司。
與第二學生活動中心（簡稱「二活」）共同使用同一棟建築。

## 系所

### 國際企業學系
- 1948年，教育部核准臺灣大學法學院增設商學系，為當時國內唯一的商學教育科系。
- 1957年，商學系開始分組，設立「會計銀行組」和「國際貿易組」，1958年設立「商學組」(1960年更名為「工商管理組」)，1963年又分設為國際貿易組、工商管理組、會計組、銀行組四組。此四組於1985年均升格為系，隨著1987年管理學院成立，此四系也脫離了法學院。其中國際貿易學系為今日國企系的前身。
- 1992年，為了因應企業國際化的趨勢（像是海外設經營點），改名為「國際企業學系」，同年並設立了碩士班。
- 1995年，設立博士班，並成立國際企業學研究所EMBA班。

課程設計上，以國際企業為核心，搭配行銷管理、策略管理、國際經濟及財務金融等幾個領域。:106-125

### 工商管理學系
- 1958年， 台灣大學法學院「商學系」設立「商學組」，為本系之肇始。
- 1960年， 台灣大學法學院商學系「商學組」更名為「工商管理組」。
- 1972年， 商學研究所碩士班成立。
- 1985年， 工商管理組升格為系，工商管理學系正式成立。
- 1987年， 商學研究所設立博士班，分五組招生。
- 1992年， 工商管理學系分為企業管理與工業管理兩組，分別招收第一、二類組學生。
- 1998年， 商學研究所開辦高階管理碩士學位班（EMBA）。
- 2001年， 商學研究所高階管理碩士學位班（EMBA）更改為管理學院碩士在職專班商學組（EMBA班）。
- 2007年， 工商管理學系工業管理組更名為科技管理組招生。

課程設計上五管並重，並設有 行銷管理模組、營運與決策模組、人力資源與組織管理模組、科技與創新管理四大模組课程。

### 會計學系
- 1948年，「商學系」成立。
- 1957年，「商學系」開始分組，設立「會計銀行組」和「國際貿易組」，於1963年「會計銀行組」再細分為「會計組」和「銀行組」，1985年升格為系，其中前者即現今的會計系。
- 1989年，商學研究所碩士班和博士班皆成立會計組；會計研究所碩士班及會計研究所博士班則分別於1990年、1993年成立，取代了前面所提的商學研究所碩士班會計組及博士班會計組。
- 1997年會計學研究所EMBA（Executive MBA高階管理碩士班）班成立。

課程除了教授學生會計專業知識，也培養整合各領域的能力。
:60-81

### 財務金融學系
- 1948年，「商學系」成立。
- 1957年，商學系開始分組，設立「會計銀行組」和「國際貿易組」，1963年「會計銀行組」再細分為「會計組」和「銀行組」，並於1985年升格為系，而後者為了避免「銀行」一詞太過狹隘，且希望擴大學生的學習領域，故改名為財務金融學系，即現今的財金系。
- 管理學院按照全院發展計畫，分別於1990年與1993年成立了財務金融學研究所碩士班及財務金融學研究所博士班；隨後碩士班及博士班均分為三組：財金組、財工組及保險組。

課程規劃分為六大領域：數量方法領域、公司理財領域、金融商品及投資領域、金融市場領域、保險領域、基礎學科與其他課程領域。

### 資訊管理學系
- 1991年，「臺大資訊管理學系大學部」成立。
- 1994年，成立了資訊管理學研究所，1996年起與臺大管理學院各系所招收EMBA班學生。
- 2002年，配合管理學院政策，將資訊管理組和原EMBA各組改制為全院整合的碩士在職專班，以突破系所之間的隔閡。

此系所是鑑於七十年代資訊科技的發展與電腦在管理學上的運用日益重要而設立。課程設計涵蓋四大核心課程：管理核心課程、數量核心課程、資訊系統核心課程、電腦核心課程。
:126-145

### 碩士在職專班

#### EMBA
- 1997年，管理學院首創「管理學院碩士在職專班」(EMBA)
- 2006年，EMBA移植哈佛大學商學院的教學方法，推動以學習者為中心之參與式個案教學
- 2010年，增辦臺大-復旦EMBA境外專班
- 2012年，EMBA榮獲Eduniversal全球EMBA評比遠東區第三名
- 臺灣大學EMBA積極推動四大價值：課程模組化、學習多元化、教務統整化和校友活絡化
- 臺灣大學EMBA被多家媒體評選為高層管理人員最希望就讀EMBA的大學

#### 創新創業MBA (EiMBA)
- 2016年，開辦創業創新管理碩士在職專班(創業創新MBA，Entrepreneurship and Innovation MBA，簡稱EiMBA)
- 以「創業」和「創新」為教育核心，提供3年在職專班訓練，培育具備創業創新潛質及變革行動力的未來管理菁英

#### 管理學院企業管理碩士專班 (Global MBA)
- 2006年，創辦「管理學院企業管理碩士專班」 (Global MBA)全日制碩士專班，師資來自管理學院五大系所。
- 台大首個全英語碩士專班，學生來自60多國，本地與外籍生各半，報考需有兩年以上工作經歷。
- 專班著重個案研究教學，提供接軌世界的全球職涯機會。
- 提供獎學金、海外交換與雙聯學位、世界五百強企業實習機會。
- 畢業生或成功創業，或進入世界知名大企業擔任管理職務。

## 附註
1. ↑  臺大資訊公開年報 (PDF).   [2024-04-29]. （原始内容存档 (PDF)于2024-07-23）.
2. ↑   (PDF).   [2012-11-11]. （原始内容存档 (PDF)于2023-01-28）.
3. ↑  .   [2024-04-30]. （原始内容存档于2024-04-30）.
4. ↑  .   [2022-09-23]. （原始内容存档于2022-09-23）.
5. ↑  .   [2019年8月3日]. （原始内容存档于2020年11月9日） （英语）.
6. ↑  . 台灣古蹟學習知識庫.   [2012-12-08]. （原始内容存档于2018-06-09）.
7. ↑  [《台北建域110周年專輯（中）／建築篇》 歷史文化的表徵 現代商業的圖騰 台北建築本土味濃 1994-10-09 經濟日報 23版 房地產]
8. ↑  [歲月無情 老屋凋零 保存古蹟 亟待立法 走訪公館林宅和汐止蘇家 1980-01-26/民生報/07版/第七版]
9. ↑  .   [2012-11-11]. （原始内容存档于2016-05-27）.
10. ↑  .   [2012-11-11]. （原始内容存档于2012-09-25）.
11. ↑  .   [2012-11-13]. （原始内容存档于2015-08-13）.
12. 1 2 3  . 國立臺灣大學出版中心. 2010-06.

## 外部連結
- （繁體中文）國立臺灣大學管理學院 （页面存档备份，存于）